# Jun Tatara
Jun Tatara (多々良純 Tatara Jun?, n. 4 august 1917, Ishinomaki, Japonia – d. 30 septembrie 2006, Tokyo⁠(d), Tōkyō, Japonia), pe numele său real Shigeji Tatarai, a fost un actor japonez de film.

## Biografie
Jun Tatara a apărut în mai mult de 115 filme între 1952 și 2003.

## Filmografie selectivă
- 1952: Les Enfants d'Hiroshima (原爆の子 Genbaku no ko?), regizat de Kaneto Shindō
- 1954: Cei șapte samurai (七人の侍 Shichinin no samurai?), regizat de Akira Kurosawa - muncitor[2]
- 1954: Une auberge à Osaka (大阪の宿 Osaka no yado?), regizat de Heinosuke Gosho
- 1955: Journal d'un policier (警察日記 Keisatsu nikki?), regizat de Seiji Hisamatsu
- 1956: La Rue de la honte (赤線 地帯 Akasen chitai?), regizat de Kenji Mizoguchi
- 1956: Je t'achèterai (あなた買います Anata kaimasu?), regizat de Masaki Kobayashi
- 1956: Récit du tumulte d'un typhon (台風騒動記 Taifu sodoki?), regizat de Satsuo Yamamoto
- 1957: Pays de neige (雪国 Yukiguni?), regizat de Shirō Toyoda
- 1957: Le Corbeau jaune (黄色いからす Kiiroi karasu?), regizat de Heinosuke Gosho
- 1958: Omul cu ricșa (無法松の一生 Muhomatsu no issho?), regizat de Hiroshi Inagaki - angajat al teatrului[3]
- 1959: La Condition de l'homme (人間の条件 Ningen no jōken?), regizat de Masaki Kobayashi
- 1962: Chronique de mon vagabondage (放浪記 Hōrōki?), regizat de Mikio Naruse
- 1965: Degetul de fier (Hyappatsu hyakuchu), regia Jun Fukuda

## Premii
- 1957: Premiul Panglica Albastră pentru cel mai bun actor în rol secundar pentru interpretările sale în filmele Je t'achèterai și Récit du tumulte d'un typhon

## Legături externe
- Jun Tatara la Internet Movie Database